# Utahime
Utahime è un dorama autunnale prodotto e mandato in onda da TBS in 11 puntate nel 2007. Racconta la storia di un giovane di nome Akira, dipendente del piccolo cinema di famiglia del paese: durante una proiezione guarda un film, riguardante Taro, u uomo affetto affetto da amnesia, che viene raccolto da una famiglia. Era stato trovato in uniforme di pilota steso sulla spiaggia, al termine della seconda guerra mondiale; da allora diviene per tutti un membro effettivo della comunità.

## Cast
- Tomoya Nagase - Shimanto Taro/Koizumi Akira
- Saki Aibu - Kishida Suzu/Matsunaka Ruriko
- Sumina Teramoto Suzu a 10 anni
- Eiko Koike - Oikawa Miwako
- Ryūta Satō - Croissant no Matsu
- Tadayoshi Okura - Jinguji-kun (James)
- Junji Takada - Kishida Katsuo
- Jun Fubuki - Kishida Hamako
- Yuki Saitō - Sabako
- Kyoko Toyama - Mary
- Bobobo Iijima - German
- Ikko Furuya - Yamanouchi Oyabun
- Nanako Okouchi - Kohinata Izumi
- Hidemi Hikita - Izumi a 16 anni (ep1,3,8)
- Kiyotaka Nishimura - Kohinata Shinkichi
- Ryuji Akiyama - Akutagawa Tadashi
- Judy Ong - Koizumi Sakura
- Ryo Ono - Matsunaka Keiichiro
- Akira Maruyama - Russia, il fidanzato di Mary
- Kazumasa Taguchi - Dr. Kamayatsu
- Hideyuki Tanaka - il narratore

### Star ospiti
- Yoshinori Okada - Moririn (ep1)
- Megumi Sato - Mika (ep1)
- Tomokazu Koshimura - Hoodlum A (ep1-3,5-10)
- Masashi Sawada - Hoodlum B (ep1-3,5-10)
- Issei Hisa - il proprietario del negozio di sigari, Chinmo-san (ep1-3,5-11)
- Tetsunori Akira - pescatore di Panty-kun (ep1-3,5-11)
- Yūsuke Yamamoto - il presentatore (ep1-2)
- Junichi Kikawa (ep1)
- Tsutomu Henmi - (ep1)
- Amane Imaizumi - (ep1)
- Yasunari Kinbara (ep1)
- Mitsuko Abe - nonna di Hamako (ep4)
- Kippei Sugita - (ep5-6)
- Risa Takemori - (ep5)
- Yuki Matsumura - Hisamatsu (ep8-10)

## Sigle
- SEISYuN dei TOKIO
- change the world di Eric Clapton